# Динжи Сен Клер
Динжи Сен Клер (фр. Dingy-Saint-Clair) насеље је и општина у источној Француској у региону Рона-Алпи, у департману Горња Савоја која припада префектури Анси.
По подацима из 2011. године у општини је живело 1351 становника, а густина насељености је износила 39,6 становника/km². Општина се простире на површини од 34,12 km². Налази се на средњој надморској висини од 594 метара (максималној 1.856 m, а минималној 492 m).

## Демографија
| 1962. | 1968. | 1975. | 1982. | 1990. | 1999. | 2011. |
| ----- | ----- | ----- | ----- | ----- | ----- | ----- |
| 420   | 440   | 429   | 477   | 658   | 915   | 1.351 |

График промене броја становника у току последњих година